# Enscape
Enscape ist ein kommerzielles Echtzeit-Rendering und Virtual Reality Plugin. Es findet hauptsächlich im Architektursegment Verwendung und wird von der 2013 gegründeten Enscape GmbH mit Sitz in Karlsruhe entwickelt und betreut.

## Übersicht
Das Hauptaugenmerk von Enscape liegt in der Berechnung von realitätsnahen Darstellungen von Architektur mit geringer Bedienkomplexität. Dabei kommt ein Echtzeitverfahren zum Einsatz, um durch reduzierte Wartezeiten höhere Iterationsgeschwindigkeiten am Planungsprojekt zu erreichen. Das jeweilige CAD-Modell wird dabei genutzt, um beispielsweise eine Virtual-Reality-Simulation abzuleiten.
Enscape verwendet OpenGL 4.4 und Vulkan und liefert fotorealistische Darstellungen der zugrunde liegenden CAD-Modelle. Mit Hilfe eines Path Tracing Verfahrens und physikalisch basierten Materialmodellen kann die global Illumination (globale Beleuchtung) realitätsnah dargestellt werden.
Die folgenden Konstruktionslösungen werden aktuell unterstützt:
- Vectorworks
- Revit
- SketchUp
- Rhino
- ArchiCAD
- ReluxDesktop[5]

## Besonderheiten des Renderers
- Enscape basiert auf dem selbst entwickelten, für Architekturvisualisierung optimierten Renderer.
- GPU gesteuerte Rendering Technologien werden genutzt, um sämtliche architektonische Projektgrößen ohne Detailverlust (wie bspw. durch LOD-Verfahren [Level of detail]) darstellen zu können.
- Hybrid Ray-Tracing um physikalisch korrekte indirekte Beleuchtung und Reflexion zu simulieren, wobei bildbasierte „Screen Space“ Techniken mit BVH[6] basierten globalen Datenstrukturen kombiniert werden.
- Globale Beleuchtungsberechnungen können so sehr schnell durchgeführt werden und das weitgehend unabhängig von der Komplexität des Projektes.